# 上野俊哉 (映画監督)
上野 俊哉（うえの としや、1963年10月2日 - 2013年4月15日）は日本の映画監督、俳優、脚本家、プロデューサー。長野県出身。横浜放送映画専門学院卒業。
女池充、田尻裕司、今岡信治、鎌田義孝、榎本敏郎、坂本礼とともに、ピンク七福神の一人として知られる。

## 経歴
ピンク四天王の一人サトウトシキとのつながりから、学院在学時の1984年よりピンク映画の助監督としての仕事を始める。上野の初監督作品は1990年の『最新ソープテクニック』。

『連続ONANIE 乱れっぱなし』（原題『竜神と朱蓮華』）で初めてピンク大賞の作品賞を受賞し、ピンク七福神の先陣となった。
上野はその大賞で監督賞も受賞している。2003年の映画『猥褻ネット集団 いかせて!!』でもピンク大賞作品賞を、さらにピンキーリボン賞2003・ゴールドぴんく賞も受賞した。2004年9月にアテネフランセ文化センターで6作品の回顧展が開催された。
近年は映画業界を離れ、病気療養をしていたが、2013年4月15日死去。

## 作品

### 映画
- 最新ソープテクニック（1990年） - 脚本も
- ザッツ変態テインメント 異常SEX大全集 第2話「1991.4.8 彼女は半年ぶりに、彼に会った」（1991年） - 脚本も
- 実録異常性犯罪 甘い罠（1992年） - 脚本も
- 連続ONANIE 乱れっぱなし（1994年） - 原題『竜神と朱蓮華』でDVD発売
- 本番!! ドすけべ夫婦（1995年）
- わいせつ覗き 見せたがる女（1996年） - 鈴木俊久名義[10]
- 赤い欲情 はめ上手（1997年）
- 白衣と人妻 したがる兄嫁（1998年）
- したがる兄嫁2 淫らな戯れ（1999年）
- どすけべ姉ちゃん 下半身兄弟（2000年）
- 新・したがる兄嫁 ふしだらな関係（2001年）
- 猥褻ネット集団 いかせて!!（2003年）

### Vシネマ
- 団鬼六 肉体の賭け（1995年）
- 団鬼六 人妻蟻地獄（1995年）
- 誘い妻 仕組まれた密戯（1998年）
- 四畳半 昼下がりの悶え 嫁エピソード1（2001年）
- 濡れた赤い花弁 堕ちた妻たち（2002年）

## 文献

### 英語
- Sharp, Jasper (2008). Behind the Pink Curtain: The Complete History of Japanese Sex Cinema. Guildford: FAB Press. pp. 311, 364. ISBN 978-1-903254-54-7
- Toshiya Ueno - オールムービー（英語）
- Toshiya Ueno - IMDb（英語）
- “TOSHIYA UENO”.  Complete Index to World Film. 2009年6月14日閲覧。

### 日本語
- “上野俊哉 うえの・としや” (Japanese).  www.allcinema.net. 2009年6月14日閲覧。
- “上野俊哉” (Japanese).  日本映画データベース. 2009年6月14日閲覧。
- 『ぴんくりんく』2013年6月号 「上野俊哉監督の死を悼む」
- 『日本映画人名事典 監督編』「上野俊哉」の項目、キネマ旬報社、1997年